# Юґі
Юґі (пол. Jugi) — село в Польщі, у гміні Коритниця Венґровського повіту Мазовецького воєводства.
Населення — 48 осіб (2011).
У 1975-1998 роках село належало до Седлецького воєводства.

## Демографія
Демографічна структура станом на 31 березня 2011 року:
|          | Загалом | Допрацездатний вік | Працездатний вік | Постпрацездатний вік |
| -------- | ------- | ------------------ | ---------------- | -------------------- |
| Чоловіки | 23      | 9                  | 12               | 2                    |
| Жінки    | 25      | 7                  | 13               | 5                    |
| Разом    | 48      | 16                 | 25               | 7                    |